# Stenstrup Station
 Ikke at forveksle med Svenstrup Station.
Stenstrup Station er en station på Svendborgbanen, og ligger i Stenstrup på Fyn.

## Togforbindelser
Stationen betjenes på hverdage, uden for myldretiden med:
- 2 tog pr. time mod Odense
- 2 tog pr. time mod Svendborg